# Itapeva, Minas Gerais
Itapeva este un oraș în Minas Gerais (MG), Brazilia.